# Стегманс, Герт
Герт Стегманс (нидерл. Gert Steegmans, род. 30 сентября 1980 в Хасселте, Бельгия) — бельгийский профессиональный шоссейный велогонщик. Победитель двух этапов Тур де Франс.

## Биография
Одержал победу на втором этапе Тур де Франс в 2007 году, опередив на финише своего партнёра по команде Quick Step-Innergetic Тома Бонена, на старт следующего этапа вышел в зелёной майке лидера очковой классификации.
В июле 2008 года подписал контракт с Tinkoff Credit Systems, преобразованной в 2009 году в Team Katusha. Занял первое место на престижном финальном этапе Тур де Франс 2008 года на Елисейских полях.
После допингового скандала с Антонио Коломом в июне 2009 года он, наряду с Робби МакЮэном и Кенни Дехасом, отказался подписывать соглашение, согласно которому в случае обнаружения употребления допинга, гонщики обязуются заплатить штраф в размере 5 годовых окладов, и был отстранён от соревнований. В августе того же года контракт был разорван.

## Победы
| 1996 - Чемпион Бельгии до 17 лет в групповой гонке 1998 - Чемпион Бельгии до 19 лет в индивидуальной гонке на время 2002 - Чемпион Бельгии до 23 лет в индивидуальной гонке на время - Зесбергенпрейс Харелбеке 2005 - Национальный Приз Закрытия - Тур Пикардии — этап 1 2006 - Тур Пикардии — этап 2 - Четыре дня Дюнкерка — этап 2 - Вольта Алгарви — этапы 3, 4 и 2-е место в общем зачёте - Тур Бельгии — этап 5 2007 - Франко-белльгийский круг — этапы 2, 4 и генеральная классификация - Тур Рейке - Тур де Франс — этап 2 - Вольта Алгарви — этап 1 - Три дня Де-Панне — этап 3 - Четыре дня Дюнкерка — этап 4 - Тур Катара — этап 1 (ТТТ) | 2008 - Париж — Ницца — этапы 1 и 2 - Тур де Франс — этап 21 - Четыре дня Дюнкерка — этап 2 - Мемориал Рика Ван Стенбергена - Трофей Кальвиа - Профронде ван Фрисланд - Халле — Ингойгем 2009 - Вуэльта Андалусии — этап 2 - Трофей Мальорки 2011 - Нокере Курсе 2013 - Тиррено — Адриатико — этап 1 (ТТТ) |

## Статистика выступлений наГранд Турах
| Гранд Тур | 2003 | 2004 | 2005 | 2006 | 2007 | 2008 | 2009 | 2010 | 2011 | 2012 | 2013 |
| --------- | ---- | ---- | ---- | ---- | ---- | ---- | ---- | ---- | ---- | ---- | ---- |
| Джиро     | сход | сход | -    | -    | -    | -    | -    | -    | -    | -    | сход |
| Тур       | -    | -    | -    | 137  | 138  | 111  | -    | -    | сход | -    | 153  |
| Вуэльта   | -    | -    | 104  | -    | -    | -    | -    | -    | -    | 110  | -    |